# Domini di Terraferma
El Domini di Terraferma (del veneciano: domini de teraferma o stato da tera, literalmente «dominios de tierra firme» o «estados del continente») fue el nombre dado a los territorios del interior de la República de Venecia, más allá de la costa del Adriático en la Italia septentrional. Eran una de las tres subdivisiones de las posesiones de la República, las otras dos eran el Dogado original (Ducado) y  el Stato da Màr (los territorios de ultramar).
En su mayor extensión incluía las regiones de Véneto, el oeste de Friuli-Venecia Julia y el este de Lombardía teniendo fronteras con el Ducado de Milán y los Estados Pontificios.